# 明日佳
明日佳（あすか、本名：吉崎 明日佳、1989年5月16日 - ）は、日本の箏奏者、作曲家、編曲家である。東京藝術大学出身。父は作曲家、箏奏者の吉崎克彦である。ビートメーカーとのユニット「YY」としても活動している。

## 人物
箏奏者である両親の影響を受け、幼少期から自然と箏に触れる環境で育つ。
「箏曲・邦楽界の革命児」「若手屈指の超絶技巧主」と賞賛され、巧みな速弾きを得意とする。
古典箏曲そして現代箏曲のどちらをも奏でられる稀有な存在でありながら、オリジナル楽曲の制作・作曲・演奏を基本姿勢として貫いている。既成曲のカバー演奏はほとんど行わない。
ポップス、Jazz、ダンスミュージック界など世界中の様々な音楽シーンで活躍するミュージシャン・アーティスト・パフォーマーとのコラボレーションを積極的に行なっている（コラボレーションアーティスト：Monday満ちる（NY）、Jazztronik(Japan)、ルータバキン（NY）、QUICK STYLE(Norway)、女王蜂（JAPAN）など）。
また、その活動の域は純邦楽・音楽業界のみにとどまらず、芸能界、ファッション、アート、社会文化活動シーンにおいても幅広いコネクションを持ち、世界中から多側面でオファーが絶えない。まさにジャンルレスかつオリジナリティ溢れるコラボレーションワークを生み出し続ける稀有な箏奏者である。
2012年からソロ活動をスタート。
数々の国賓公賓への献上演奏に携わり、アメリカ、イギリス、フランス、ドイツ、オーストリア、アルメニア、エストニアで公演。
2017年からはニューヨークでの音楽活動も定期的に展開。
2018年には世界的ファッションイベント「パリコレ」に出演。ランウェイショーでのライブ演奏に抜擢されている。
現在は音楽活動と共にSDGs に対する取り組みを重要視しており「サステナブルな箏業界の構築」をミッションに掲げ、2021年に「吉崎箏派」を創設、総合プロデューサー兼副代表に就任（代表：箏曲家 吉崎克彦）。箏業界の可視化や風習慣例改革、後進育成、プロダクトマネージメント等を行っている。
併せて「ジェンダー平等の実現」「セクシュアリティ差別のない社会の実現」に対するアクションとして、過去には日本最大のLGBTQイベント「東京レインボープライド」に出演。
2021年6月のプライド月間には、渋谷109＆MAGNET by SHIBUYA 109 にて開催された「SHIBUYA PRIDE MONTH」のキャンペーンモデルを務めた。
このコロナ禍においては、海外からの演奏・レコーディング受注の門を開き、「和楽器」の世界需要促進のプロデュースにも力を入れている。
（株)ドリームファクター所属　生田流吉崎箏派副代表　東京都目黒区邦楽連盟 理事
ビートメイカーとのコラボレーションプロジェクト「YY」としても活動中

## 経歴
第22回全国小中学生筝曲コンクール中学生・個人の部にて優秀賞を受賞。
2005年東京藝術大学附属音楽高等学校入学。三絃・十七絃を始める。
第17回全国高校生邦楽コンクールにて第一位、岡山後楽園ロータリークラブ賞、リスナー賞を受賞。
2008年、東京藝術大学音楽学部入学。
2010年、藝大3年次に宮城賞を受賞。
2011年、藝大4年次に宮城賞を受賞。
2012年3月　東京藝術大学 音楽部邦楽科卒業。
2013年　アルメニア共和国にて初となる箏演奏披露。
2014年　タイ王国大使館主催 タイ王国王女殿下へのソロ御前演奏披露。
2015年　
- 衆議院議長公定 外交レセプション演奏披露。
- 参議院議長公邸 外交レセプション演奏披露。
- 韓国大使館主催「日韓国交正常化50周年記念式典」演奏披露。

2016年　
- アーティスト：Jazztronik アルバム「Keystone」レコーディング& 全国ツアー参加。
- ノルウェーの世界的ダンスグループQuick Styleとコラボレーション作品「Koto」を発表(作曲・演奏)。YouTube にて400 万回再生。
- 日独協会 × アルメニア大使館 × 日本大使館主催 ヨーロッパ3 都市演奏。
- アソビシステム主催「もしもしニッポン」出演。

2017年　
- 東京ミッドタウン「10th Anniversary Party」にて、Monday 満ちるとコラボレーションLIVE 展開。
- LGBTQの祭典「東京レインボープライド」に出演。
- 渡米。ニューヨークにてMonday 満ちる、Jazz界の大巨匠 ルー・タバキンと共演。
- Jazztronik 野崎良太主宰による和楽器パフォーマンスグループ「飛鶴-Hizuru-」結成。同名アルバムをリリース。

2018年　
- 世界最高峰のファッションイベント：フランス「パリコレクション(パリコレ)」に出演。
- ブランド「H&M」のランウェイショーに抜擢。ソロ演奏を展開。
- LGBTQの祭典「東京レインボープライド」に出演。
- エストニア共和国にてJazztronik野崎良太とコラボレーション演奏披露。
- ニューヨークにてMonday満ちるコラボレーションライブ出演
- ユニット「YY」名義にて毎月リリースを開始（全26 作品）。アメリカ、フランス、ドイツ、カナダ、イギリスを中心に世界50カ国以上にリスナーを抱え、合計約100万ストリーミング再生を突破（2022年7月時点）。

2019年
- TV テレビ東京系全国ネット「世界! ニッポン行きたい人応援団」出演
- ロンドンにてMonday 満ちるコラボレーションライブ出演
- ユニット「YY」名義にてニューヨークライブツアー敢行（2019.6～7)
- LGBTQ の音楽の祭典「LIVE PRIDE」に出演。

2020年　
- 雑誌「TOKYO WEEKENDER」の表紙に抜擢。

2021年　
- 「サステナブルな箏業界の構築」を掲げ、「吉崎箏派」設立（代表：吉崎克彦）

- 渋谷109×Disney コラボレーション「SHIBUYA PRIDE」のキャンペーンモデルに抜擢。

- 1st ソロアルバム「花緑青」をリリース（MV 監督：中根さや香）。

2022年　
- アーティスト：女王蜂、楽曲「犬姫」にて箏演奏。

## ディスコグラフィ
2017年
- 8月29日　「RAKUGAN」リリース（YY名義 シングル1作目）

2018年
- 4月30日　「GENROKU HANAMI ODORI」リリース（YY名義 シングル2作目）
- 5月30日　「HANAROKUHO」リリース（YY名義 シングル3作目）
- 6月30日　「Y∞Y」リリース（YY名義 シングル4作目）
- 7月30日　「MATSURI NO TAIKO」リリース（YY名義 シングル5作目）
- 8月30日　「CHIDORI」リリース（YY名義 シングル6作目）
- 9月30日　「SAKURA SAKURA」リリース（YY名義 シングル7作目）
- 10月30日　「KAKISHIBUIRO」リリース（YY名義 シングル8作目）
- 11月30日　「KIKYO」リリース（YY名義 シングル9作目）
- 12月30日　「HARU NO UMI」リリース（YY名義 シングル10作目）

2019年
- 1月30日　「KINUTA」リリース（YY名義 シングル11作目）
- 2月30日　「YUGAO」リリース（YY名義 シングル12作目）
- 3月30日　「SAPURI」リリース（YY名義 シングル13作目）
- 4月30日　「TOKERU」リリース（YY名義 シングル14作目）
- 5月30日　「DO」リリース（YY名義 シングル15作目）
- 6月30日　「YO・U・KO・SO」リリース（YY名義 シングル16作目）
- 7月30日　「RAMUNE」リリース（YY名義 シングル17作目）
- 8月30日　「HANABI」リリース（YY名義 シングル18作目）
- 9月30日　「HANA NO MIYAKO」リリース（YY名義 シングル19作目）
- 10月30日　「KARESANSUI」リリース（YY名義 シングル20作目）
- 11月30日　「TEGOTO」リリース（YY名義 シングル21作目）
- 12月30日　「HARU NO UMI 螺旋」リリース（YY名義 シングル22作目）

2020年
- 1月30日　「FUKU」リリース（YY名義 シングル23作目）
- 2月30日　「HANA  NO  SONO」リリース（YY名義 シングル24作目）
- 3月30日　「SAKURA SAKURA -MirrorBall-」リリース（YY名義 シングル25作目）
- 4月30日　「ITO WOKASHI」リリース（YY名義 シングル26作目）

2021年
- 7月30日　1stアルバム「花緑青」リリース。MV監督は中根さや香がつとめている。

2022年
- 5月30日　「GENROKU HANAMI ODORI -NO  DISTANCE-」リリース（YY名義 シングル27作目）

## コラボレーションリリース
2016年
- 6月8日リリース　Jazztronik アルバム「Keystone」参加

2017年
- 10月16日リリース　Strawhatz　シングル「Koto」参加
- 10月16日リリース　Hizuru　アルバム「飛鶴」参加

2022年
- 2月16日リリース　女王蜂　シングル「犬姫」参加

- 7月20日リリース　Monday満ちる　アルバム「ENSO」／ M7 「Ringo Oiwake」参加

## CM
2016年
- TV CM「ボートレース BOEDO CITY 2016」参加。

## メディア出演
2019年
- TV テレビ東京系全国ネット「世界! ニッポン行きたい人応援団」出演

2021年
- InterFM「sensor897」出演
- BayFM「The BAY☆LINE」出演